# أكوام ويندسكيل
أكوام ويندسكيل هي زوج من المفاعلات النووية التي يستعمل فيها الجرافيت كمهدئ ويتم تبريدها بالهواء تقع على الساحل الشمالي الغربي لإنجلترا في كمبرلاند (جزء من مجمع سيلافيلد النووي)، تم بناء المفاعلين اللذين يشار إليها في ذلك الوقت باسم (أكوام) كجزء من مشروع القنبلة الذرية البريطانية بعد الحرب.
كان هدفهم إنتاج البلوتونيوم لإستخدامه في صناعة الأسلحة النووية، تم تشغيل كومة ويندسكيل الأولى في أكتوبر 1950 ثم الكومة الثانية في يونيو 1951، كان الغرض منها الإستمرار لمدة خمس سنوات، وقد خدمت لمدة سبعة سنوات حتى أغلقت بعد حريق ويندسكيل في 10 أكتوبر 1957، بدأت عمليات وقف التشغيل النووي في الثمانينيات ويقدر أن تستمر إلى ما بعد عام 2040.

## خلفية
شهد ديسمبر من عام 1938 اكتشاف الإنشطار النووي من قبل أوتو هان وفريتز ستراسمان، ثم فسره وسماه كل من ليز مايتنز وأتو فريتش أثار ذلك إمكانية إنشاء قنبلة ذرية قوية للغاية، خلال الحرب العالمية الثانية، قام فريتش ورودولف بييرلس من جامعة برمنغهام بحساب الكتلة الحرجة لكرة معدنية من اليورانيوم 235 النقي، ووجدوا أن ما يتراوح بين 1 و 10 كيلوغرامات من اليورانيوم قد ينفجر بقوة تعادل آلاف الأطنان من الديناميت، ردا على ذلك، شرعت الحكومة البريطانية في مشروع قنبلة ذرية، أطلقت عليه اسم Tube Alloys (تيوب ألويس).

### 1943
دمجت إتفاقية كيبك في أغسطس 1943 مشروع تيوب ألويس مع مشروع منهاتن الأمريكي، كرئيس عام للبعثة البريطانية، أقام جيمس تشادويك شراكة وثيقة وناجحة مع العميد ليزلي آر. غروفز، مدير مشروع مانهاتن، وتأكد من أن المساهمة البريطانية في مشروع منهاتن كانت كاملة وصادقة.
بعد انتهاء الحرب، أصبحت العلاقة الخاصة بين بريطانيا والولايات المتحدة-أقل تيمزا بكثير-، كانت الحكومة البريطانية على ثقة من أن أمريكا ستواصل تقاسم التكنولوجيا النووية (واللتي تعتبرها اكتشافا مشتركا)، ولكن تم تبادل القليل من المعلومات فور انتهاء الحرب، وبانتهاء قانون الطاقة الذرية لعام 1946 (قانون مكماهون) رسمياً، وإستيلاء الولايات المتحدة على (المعلومات المقيدة)ومنع حلفائها من تلقي أي معلومات، إعتبرت الحكومة البريطانية ذلك بمثابة عودة لعزلة الولايات المتحدة على غرار ما حدث بعد الحرب العالمية الأولى، وأثار هذا الاحتمال أن تضطر بريطانيا لمحاربة المعتدي وحدها، كما تخشى أن تفقد بريطانيا مكانتها كقوة عظمى وبالتالي التأثير في الشؤون العالمية، أنشأ رئيس وزارة الممكلة المتحدة، كليمنت أتلي، لجنة فرعبة تابعة لمجلس الوزراء، وهي لجنة الجنرال 75 (المعروفة بشكل غير رسمي باسم (لجنة القنبلة الذرية) في 10 أغسطس 1945 لدراسة جدوى تجديد برنامج الأسلحة النووية.
تم نقل تيوب ألويس من إدارة البحوث العلمية والصناعية إلى وزارة التموين في 1 نوفمبر 1945، وعيّن لورد بورتال كمراقب للإنتاج في الطاقة الذرية (CPAE)، مع إمكانية الوصول المباشر إلى رئيس الوزراء، ثم تأسست مؤسسة أبحاث الطاقة الذرية (AERE) في 29 أكتوبر 1945 في سلاح الجو الملكي البريطاني في هارويل، جنوب أوكسفورد، تحت إشراف جون كوكروفت، وافق كريستوفر هينتون على الإشراف على تصميم وبناء وتشغيل منشآت الأسلحة النووية الجديدة، والتي تضمنت مصنعا لليورانيوم في سبرينغ فيلد في لانكشاير، والمفاعلات النووية ومنشآت إنتاج ومعالجة البلوتونيوم في ويندسكيل في كمبريا، وأنشأ مقره الرئيسي في مصنع الأسلحة الملكي السابق في ريسلي، لانكشاير في 4 فبراير 1946.
في يوليو 1946، أوت لجنة رؤساء الأركان بان تحصل بريطانيا على أسلحة نووية، وقدروا أن 200 قنبلة ستكون مطلوبة بحلول عام 1957، وافق اجتماع لجنة 163 في 8يناير 1947 وهي لجنة فرعية تابعة للجنة 75، على المضي قدماً في تطوير القنابل الذرية وأُيّدَ اقتراح بورتال بوضع ويليام بيني، كبير المشرفين على أبحاث التسلح (CSAR) في فورت هالستيد في كينت، المسؤول عن جهود التطوير، والتي سميت بالبحث المتفجر العالي، جادل بيني بأن الاختبار التمييزي لسلطة من الدرجة الأولى هو ما إذا كانت قد صنعت قنبلة ذرية، وعلينا إما أن نجتاز الاختبار أو نعاني من خسارة خطيرة في المكانة داخل هذا البلد ودوليا.

## التصميم والموقع

### الإنتاج

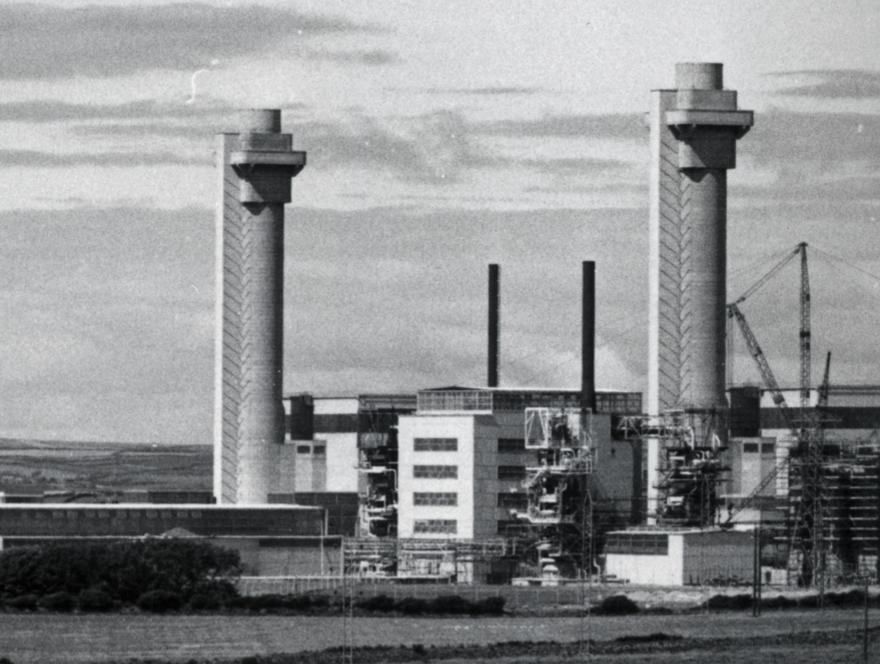
أكوام ويندسكيل 1956

من خلال مشاركتهم في الحرب العالمية الثانية بمشروع تيوب ألويس ومشروع مانهاتن، كان لدى العلماء البريطانيين معرفة كبيرة بإنتاج المواد الانشطارية، إبتكر الأمريكيون نوعين من المواد الانشطارية وهما: اليورانيوم 235 والبلوتونيوم، وإتبعو ثلاث طرق مختلفة لتخصيب اليورانيوم لإنتاج اليورانيوم 235، كان العلماء البريطانيون منخرطون بشدة في عملية فصل النظائر الكهرومغناطيسية، ولكن (تم الاعتراف بأنه قد يكون غير اقتصادي في وقت السلم)، ولقد عرفوا أيضا الكثير عن عملية نشر الغازات خلال العمل المنجز ليس فقط في الولايات المتحدة ولكن في بريطانيا أيضا، حيث صممت ICI محطة لإنتاج الغازات المنتشرة، وكان هنالك مصنع تجريبي قيد الإنشاء لإنتاج أغشية لها، كان هناك القليل من ما يعرف عن إنتاج البلوتونيوم في المفاعلات النووية، أو (أكوام) كما كانت معروفة في ذلك الوقت، ولم يسمح إلا لتشادويك بزيارة مفاعلات مشروع مانهاتن.
كان لا بد من إتخاذ قرار مبكر بشأن ما إذا كان ينبغي أن تركز الأبحاث المتفجرة العالية على اليورانيوم 235 أو البلوتونيوم، في حين كان يود الجميع متابعة كل الطرق (أي تجربة المادتين) مثلما فعل الأمريكيون، كان من المشكوك فيه أن الاقتصاد البريطاني بعد الحرب يعاني من ضائقة مالية ولا يمكنه تحمل المال أو القوى العاملة الماهرة اللتي يتطلبها ذلك، فضّل العلماء اللذين بقوا في بريطانيا اليورانيوم 235 واللذي يمكن تخصيبه بالانتشار الغازي، وخطوة كهرومغناطيسية أخيرة خلال عملية التخصيب، ومع ذلك كان أؤلئك اللذين كانوا يعملون في مختبر لوس ألاموس في أمريكا يؤيدون البلوتونيوم بقوة، وقدروا أن قنبلة اليورانيوم 235 ستتطلب عشرة أضعاف المواد الانشطارية اللتي تستخدم البلوتونيوم لإنتاج نصف مكافئ مادة تي أن تي. تنوعت تقديرات تكلفة المفاعلات النووية، لكنها كانت تقارب نصف تكلفة محطة الانتشار الغازي، وبالتالي، فإن مصنه الانتشار الغازي ستكلف عشرة أضعاف إنتاج نفس العدد من القنابل الذرية كل عام، لذلك تم إتخاذ القرار لصالح البلوتونيوم، عولج جزء من العجز في المعرفة التقنية بواسطة مختبر مونتريال في كندا، حيث أصبح مفاعل ZEEP حرجا في 5 سبتمبر 1945، وكان الأمريكيون قد زودوا بعض قضبان الوقود المشع لإجراء تجارب على فصل البلوتونيوم هناك.

## المهدئ
كان العلماء البريطانيون يدركون أن الخيارات التي إتخذوها في هذه المرحلة قد تؤثر على تصميم المفاعل البريطاني لسنوات عددية قادمة، عند تصميم المفاعل، هنالك ثلاث خيارات أساسية يجب إتخاذها وهي: خيار الوقود، خيار وسيط التبريد، خيار وسائل التبريد. كان الخيار الأول وهو خيار الوقود من اختيار هوبسون، وكان الوقود الوحيد المتاح هو اليورانيوم الطبيعي، حيث لم تكن هنالك مصانع تخصيب اليورانيوم لإنتاج اليورانيوم 235، ولم يكن هناك مفاعلات لإنتاج البلوتونيوم أو اليورانيوم 233، وهذا قيد الخيارات إلى الماء الثقيل أو الجرافيت، على الرغم من استخدام مفاعل «زييب» للمياه الثقيلة، إلا أن ذلك لم يكن متاحاً في المملكة المتحدة، لذلك ضاق الاختيار إلى الجرافيت، أصبح المفاعل النووي الأول في المملكة المتحدة حرجاً، وهو مفاعل أبحاث صغير بقدرة 100 كيلو واط يعرف باسم جليب (GLEEP) في هارويل في 15 أغسطس 1947 .
كان مفاعل «جليب» جيداً بالنسبة لبعض الأعمال التجريبية، ولكن تطلب إنتاج النظائر المشعة مفاعلاً أقوى بقوة 6000 كيلو واط ساعي مع تدفق نيوتروني أعلى، ولهذا السبب؛ صمم العلماء والمهندسون البريطانيون في مختبر مونتريال التجربة البريطانية واللتي سميت (بايل زيرو) (BEPO). تعامل ريزلي مع الهندسة والبناء، وعين هينتون جيمس كيندال كمهندس مسؤول عن تصميم المفاعل بما فيها بايل زيرو ومفاعلات الإنتاج. عمل فريقه عن كثب مع العلماء في هارويل، ولا سيما جي.أف.دنورث، وأف.أوفيننغ، وأس أيه.ريني. بالنسبة لمفاعل تجريبي مثل بايل زيرو، كان تبريد الهواء هو الاختيار الواضح، وهكذا كان المفاعل الناتج مشابهاً تماماً لمفاعل الجرافيت «إكس-10» في مشروع مانهاتن من حيث التصميم والغرض، أصبحت البايل زيرو (الكومة صفر) حرجة في 5 يوليو 1948 .
لقد تم تعلم الكثير من تصميم وبناء بايل زيرو، الذي ظل يعمل بشكل مستمر حتى تم إيقاف تشغيله في ديسمبر 1968 .عندما يتعلق الأمر بتصميم مفاعلات إنتاج أكبر بكثير، كان الافتراض الأولي هو أنها ستختلف عن بايل زيرو من حيث أنها ستبرد بالمياه، كان من المعروف أن هذا هو النهج الذي إتبعه الأمريكيون في موقع هانفورد، على الرغم من أنه لم يسمح إلا لبورتال بزيارته، وكونه ليس عالماً، لم يعد بالكثير من المعلومات المفيدة للبريطانيين. قدر أن مفاعلاً مبرداً بالماء بحجم المفاعل «بي» في هانفورد يتطلب حوالي 30 مليون جالون إمبراطوري (140 جيجاليتر) من المياه يومياً، وكان يجب ان يكون نقياً بشكل إستثنائي خشية تآكل الأنابيب التي تحمل قضبان وقود اليورانيوم، لأن الماء تمتص النيوترونات، فإن فقدان ماء التبريد لا يعني ارتفاعاً في درجة الحرارة فحسب، بل سيؤدي أيضا إلى زيادة عدد النيوترونات في المفاعل، مما يخلق مزيداً من الانقسامات ويزيد درجة الحرارة بشكل أكبر، وهذا قد يؤدي إلى انهيار نووي وإطلاق منتجات الانشطار الإشعاعي، (وهذا ما حصل في مفاعل تشرنوبل لاحقاً).

## الموقع
لتقليل خطر الانفجار النووي، وضع الأمريكيون معايير صارمة لتحديد المواقع. كان من المقرر أن تقع المفاعلات على بعد 80 كم من أي بلدة يبلغ عدد سكانها أكثر من خمسين ألف نسمة، و40 كم من أي بلدة يبلغ عدد سكانها أكثر من عشرة آلاف نسمة، و8 كم من بلدة يزيد عدد سكانها عن ألف نسمة. كان لدى جروفز أيضا طريق سريع بطول 48 كم تم بناؤه من أجل إخلاء منطقة هانفورد في حالات الطوارئ. إذا تم تطبيق مثل هذه المعايير في المملكة المتحدة، فسيتم إستبعاد كل من إنجلترا وويلز، تاركة فقط شمال وغرب إسكتلندا.إقترح تشادويك وكوكروفت إمكانية بناء مفاعلات في كندا، وأيدها بقوة المارشال اللورد ويلسون، رئيس بعثة الأركان البريطانية المشتركة، لكن الحكومة البريطانية رفضتها. حيث كانت كندا خارج منطقة الجنيه الإسترليني، ولا يمكن تلبية تكاليف البناء إلا عن طريق المزيد من الاقتراض من كندا، في ظل هذه الظروف، ستكون المفاعلات مملوكة ومسيطر عليها من قبل الحكومة الكندية، وهذا ما لم تقبله الحكومة البريطانية.
أحضرت شركة للاستشارات الهندسية لتقديم المشورة بشأن المواقع المحتملة. إقترح موقعان: هارليتش في ويلز، أريسايغ في إسكتلندا. عارض هينتون موقع هارليتش على أساس الجمعيات التاريخية، ولأن الكثير من الناس يعيشون في مكان قريب. وقد ترك موقع أريسايغ كذلك، حيث نبه الموقع إلى صعوبات في التنقل وإيجاد العمالة الماهرة. عند هذه النقطة، بدأ ريزلي في إعادة النظر في تكنولوجيا مفاعل تبريد الهواء. أر.جي.نيويل، الذي كان رئيس قسم الهندسة في زمن الحرب في مختبر مونتريال، إقترح في ورقة علمية عام 1946 أن يكون المفاعل مغطى في وعاء ضغط. هذا سيجعله أكثر أماناً، وسيسمح بالحصول على مزيد من الحرارة من حجم أساسي معين.
اقتراح آخر قدمه المهندسين ريزلي. دي.أو.جينس، وإتش. إتش.جوت.وجي. إل ديكسون، حيث طَرحا سلسلة من المقترحات لزيادة كفاءة نظام تبريد الهواء. وشملت هذه إضافة زعانف إلى علب الألومنيوم اللتي تحتوي على عناصر وقود اليورانيوم لزيادة مساحة السطح، ودخول هواء التبريد الذي يدخل المفاعل مركزياً بحيث يمكن أن يتدفق للخارج بدلاً من الضخ من طرف آخر، سمحت هذه التغييرات بإجراء التبريد باستخدام طاقة ضخ أقل. أجرى مهندسوا هارويل: جيه. دياموند، وجيه.هودج سلسلة من الاختبارات التي أظهرت انه مع هذه الابتكارات، فإن الهواء تحت الضغط الجوي يكفي لتبريد مفاعل صغير لإنتاج البلوتونيوم، على الرغم من انه ليس كبيرا للطاقة النووية.
قدر هينتون ان الإستغناء عن الماء سوف يقلل التكلفة بنسة 40% حيث كان التصميم أبسط ووقت البناء أقل. وأوصى بورتال أن يتم إسقاط أعمال تصميم المفاعلات المبردة بالماء وتركيز جميع الأعمال على التصميمات المبردة بالغاز، بحيث يتم النظر إلى هذا الاخير على انه طريق المستقبل. إنتهى العمل في التصميمات المبردة بالماء في أبريل 1947.أصبحت معايير الموقع الآن مناسبة، وتم اختيار موقع دريج السابق على ساحل كمبرلاند.